# Карибское сообщество
Карибское сообщество (англ. Caribbean Community (CARICOM), исп. Comunidad del Caribe, нидер. Caribische Gemeenschap, франц. Communauté caribéenne) — торгово-экономический союз стран Центральной и северо-восточной Южной Америки.

## Политика сообщества
В области экономики намечено обеспечить экономическое сближение стран КАРИКОМ путём ликвидации таможенных пошлин и количественных ограничений импорта; установления общего таможенного режима; проведения единой торговой политики и общей политики в области сельского хозяйства; координации денежной и финансовой политики; ликвидации ограничений на свободное передвижение лиц, капиталов и услуг; сотрудничества в области инфраструктуры, туризма, транспорта и связи.
Во время существования Карибской ассоциации свободной торговли были отменены таможенные барьеры и количественные ограничения на импорт подавляющего большинства товаров местного производства. К моменту создания КАРИКОМ почти 90 % взаимной торговли было освобождено от таможенных пошлин. Договор Чагуарамас предусматривал отмену таможенного обложения почти всех товаров, кроме ограниченной группы, включённой в список исключений. Для менее развитых стран КАРИКОМ установлен десятилетний срок для полной либерализации торговли. Предусматривалось введение в 1985 г. общего таможенного тарифа по отношению к «третьим» странам.

## Состав
Одними из его учредителей и первыми членами были: Барбадос, Гайана,  Тринидад и Тобаго,  Ямайка.
Полноправными членами Карибского сообщества и общего рынка по состоянию на 2005 год являлись 15 государств:
- Антигуа и Барбуда (присоединилась 4 июля 1974 года)
- Багамские острова (присоединились 4 июля 1983 года) — являются членами сообщества, но не принимают участия в программах в рамках общего рынка
- Барбадос (присоединился 1 августа 1973 года)
- Белиз (присоединился 1 мая 1974 года)
- Доминика (присоединилась 1 мая 1974 года)
- Гренада (присоединилась 1 мая 1974 года)
- Гайана (присоединилась 1 августа 1973 года)
- Гаити (временный член сообщества с 4 июля 1998 года, постоянный член сообщества со 2 июля 2002 года)
- Ямайка (присоединилась 1 августа 1973 года)
- Монтсеррат (территория Великобритании, присоединилась 1 мая 1974 года)
- Сент-Китс и Невис (присоединились 26 июля 1974 года)
- Сент-Люсия (присоединилась 1 мая 1974 года)
- Сент-Винсент и Гренадины (присоединилась 1 мая 1974 года)
- Суринам (присоединился 4 июля 1995 года)
- Тринидад и Тобаго (присоединились 1 августа 1973 года)

Статусом ассоциированных членов КАРИКОМ по состоянию на 2005 год обладали:
- Британские Виргинские острова (июль 1991 года)
- острова Теркс и Кайкос (июль 1991 года)
- Ангилья (июль 1999 года)
- Каймановы острова (16 мая 2002 года)
- Бермудские острова (2 июля 2003 года)

Странами-наблюдателями в сообщества в 2010 году являлись:
- Аруба
- Кюрасао
- Бонайре
- Колумбия
- Доминиканская республика
- Мексика
- Пуэрто-Рико
- Венесуэла

Наибольшую активность проявляют Мексика, Венесуэла и Колумбия.

## Органы сообщества
Высший орган объединения — конференция глав государств, исполнительные органы — Совет министров и Генеральный секретариат, а также постоянные комитеты и специализированные рабочие группы. Штаб-квартира находится в г. Джорджтаун (Гайана).

## История
Сообщество КАРИКОМ, собственно, «the Caribbean Community and Common Market», основано Договором Чагуарамас в одноимённом городе, вступившим в силу с 1 августа 1973 года. Первоначально договор составили и подписали четыре страны — Барбадос, Ямайка, Гайана и Тринидад и Тобаго.
Юридически, КАРИКОМ объявлено правопреемником существовавшей в 1965—1972 годах организации КАРИФТА (Карибской ассоциации свободной торговли (англ. «Caribbean Free Trade Association» (CARIFTA)), учреждённой англоговорящими странами Карибского бассейна после самороспуска Вест-Индской федерации, существовавшей с 03 января 1958 по 31 мая 1962.
- В июле-августе 1990 г. на встрече глав государств и правительств КАРИКОМ были приняты решения об ускорении интеграции. Страны договорились о введении общих тарифов на импорт товаров из третьих стран, то есть создании таможенного союза, отмене всех нетарифных барьеров в торговле товарами, производимыми внутри субрегиона, создании общего рынка со свободным движением капиталов, с общей денежной единицей, согласованной политикой в области финансов, в отношении иностранных инвестиций.
- С января 1991 г. единый внешний тариф (ЕВТ) заменил систему количественных ограничений импорта как основного инструмента защиты внутреннего рынка КАРИКОМ.
- В октябре 1992 г. на специальной встрече глав правительств был утверждён график поэтапного снижения ЕВТ, начиная с января 1993 г. Предполагалось, что к 1998 г. максимальная ставка импортных пошлин на сельскохозяйственные товары, одежду, готовые промышленные изделия, потребность в которых может быть удовлетворена за счёт внутреннего производства, составит 20 % по сравнению с 45 % в 1992 г. (к декабрю 1995 г. верхняя граница ЕВТ была снижена до 30 %). Минимальная ставка ЕВТ — 5 % (0—5 % для наименее развитых стран).
- 05 июля 2005 г. на XXII конференции глав государств КАРИКОМ, проходившей в Нассау, был подписан обновлённый «Договор в Чагаураме», предусматривавший создание «Карибского сообщества», включавшее «Единое экономическое и рыночное пространство КАРИКОМ» (англ. «CARICOM Single Market and Economy (CSME)»)[9]. Обновлённый договор пролагал путь к преобразованию идеи единого карибского рынка в реальность[англ.]. Отдельные пункты договора предусматривали создание Высшего Карибского суда по внутренним экономическим разногласиям среди членов КАРИКОМ.
- Членство Гаити в КАРИКОМ оставалось под вопросом с 29 февраля 2004 года до начала июня 2006 — вследствие государственного переворота и свержения президента Ж. Б. Аристида[10][11]. КАРИКОМ заявило, что ни один демократически избранный лидер КАРИКОМ не может быть «свергнут». 14 остальных полных членов КАРИКОМ искали возможность примирить свергнутого президента с оппозицией, что вызвало резкий протест главы временного правительства Гаити Жерара Латортю, заявившего в знак протеста о намерении Гаити выйти из состава КАРИКОМ. В ответ структуры КАРИКОМ приостановили участие представителей Гаити в заседаниях исполнительных органов сообщества[12]. После прошедших в Гаити президентских выборов, победителем на которых стал Рене Преваль, членство Гаити было возобновлено и на июльской встрече Совета министров КАРИКОМ месье Реваль обратился к нему с официальным адресом.
- C 2013 года действует особое партнёрское соглашение[англ.] между КАРИКОМ (совместно с Доминиканской республикой) и ЕС, подписанное в 2008 году и известное как CARIFORUM[13]. Соглашение наделяет равными правами членов ЕС и КАРИФОРУМа в сфере инвестиций и торговли[13].
- Население стран КАРИКОМ составляет 16 млн 743 тыс. человек[14].